# 이영민 (1905년)
이영민(李榮敏, 1905년 12월 1일~1954년 8월 12일)은 대한민국의 체육인이다. 일제강점기에 축구, 육상, 야구 선수로 활약하고, 지도자, 행정가 직책을 역임한 체육인이다.

## 생애

### 축구인 경력
이영민은 1905년 12월 1일, 경상북도 예천에서 출생하였고 지난날 한때 경상북도 안동에서 잠시 유아기를 보낸 적이 있으며 그 훗날 경상북도 대구에서 성장하였고 처음에 축구를 즐겼던 그는 계성고등보통학교에서 경성 배재고등보통학교으로 스카웃 된 이영민은 재학 중 전조선 축구대회에서 활약하였으며 경평축구대항전에서 활약하였으며 경성축구단의 일원으로 1935년 천황배 전일본 축구 선수권 대회 우승의 주역이 되었다. 또한 조선축구협회의 창설에 지대한 공헌을 하였다.

### 육상인 경력
경평(京平)축구선수로 육상대회 400m에서 54초6의 신기록으로 우승하였다.

### 야구인 경력
교내 야구선수를 하면서 장타를 뽐내어 4번타자로 기용되기도 하면서 훗날에 감독으로 출전할 정도로 발군의 기량을 가진 만능 스포츠맨이였다. 배재학당 졸업 이후 이영민은 지금의 연세대학교인 연희전문학교로 진학한 후 야구에 집중하기 시작한다. 야구에 집중하기 시작했던 이영민은 1928년 경성 운동장에서 열린 제 2회 지금의 서울대학교 의대인 경성의학전문대 주최로 개최된 야구 대회에서 경성의전과의 정기전에서 이영민은 3번타자로 출전하면서 새로운 기록을 세웠다. 그 기록은 바로 한국인 1호 담장을 넘긴 홈런이자 야구장 개설 이래 처음으로 담장을 넘긴 선수가 되어 대회에서 홈런왕이 된다. 이후 일본 야구 대표 선수로 선발되어 미국 직업 야구단과의 경기에도 출전하는 등, 19세기 후반에 한국보다 먼저 야구단을 창단하여 활동했던 일본 선수들에게도 뒤지지 않는 기량으로 당시의 한국인들에게 용기를 주었다. 그는 이런 활약을 바탕으로 일제강점기의 "천재 야구 선수"로 알려져 있다. 학창 시절에 조선 축구 대표 선수로 선발되기도 하였던 그는 1933년 창단한 경성 축구단에서도 선수로 뛰는 등 만능 스포츠맨이었다.

### 현역 은퇴 이후
현역에서 은퇴한 이후에도 활발한 야구 관련 활동을 통해 대한민국 야구 발전에 공헌했다. 8·15해방 후 조선야구협회 초대 이사장을 지냈으며, 1948년 제14회 런던 올림픽에 조사 연구원으로 파견되어 대한민국 체육계의 활성화를 위한 기반을 다지기도 했다. 이때 초대 감독이었던 박종휘가 개막 3일전에 돌연 사퇴하면서 올림픽 축구 국가대표팀 감독으로 부임, 팀을 올림픽 8강에 진출시켰다. 1950년 일본에서 열린 넌-프로 (Non-Pro) 야구 회의에 대한민국 대표로 참가했으며, 1954년에는 대한야구협회 (KBA) 부회장과 아시아 야구 연맹 (BFA)의 대한민국 대표를 지내는 등 대한민국 야구 발전을 위한 기초 마련에 크게 공헌했다.

### 말년
그러나 그의 사생활은 이혼(1941년 前 부인 이보패 여사와 이혼)과 가정 불화 등으로 좋지 못했고, 자녀들에게 악영향을 미치게 되었다. 1954년 8월 12일 새벽에 서울 종로구 필운동의 자택에서 셋째 아들의 친구 조용호가 쏜 총에 맞아 불의의 사고로 생을 마감한다.

## 학력
- 경상북도 대구 계성고등보통학교 수료 (사후 1968년 8월, 대구 계성중학교 명예 졸업장 추서)
- 경성 배재고등보통학교 졸업
- 경성 연희전문학교 학사

## 이영민 타격상
이영민 타격상은 대한야구협회에서 천재 선수이자 한국 야구 발전의 토대 역할을 한 이영민을 기리기 위해 1958년에 제정하여 고교 야구 선수 중 매년 9개의 전국 고교 야구 대회중 5개 대회 이상, 15경기, 60타석 이상을 기록한 선수들 중에서 가장 높은 타율을 기록한 선수에게 상을 수여한다.

## 수상 기록
| 시즌 | 대회                       | 수상             |
| ---- | -------------------------- | ---------------- |
| 1923 | 전조선중등학교육상경기대회 | 남자 1mi 준우승  |
| 1924 | 전국체육대회 축구 중학부   | 우승             |
| 1924 | 전조선중등학교육상경기대회 | 남자 400m 준우승 |

## 참고 문헌
- 잃어버린 우리 축구사 복원 프로젝트 12화 - 야구 타격왕이 된 축구 영웅, 이영민
- 김현회 칼럼 - 베이브 루스와 대결한 축구인 이영민

## 같이 보기
- 경성 축구단
- 한국의 야구

| 전임 박정휘 | 대한민국 축구 국가대표팀 감독 1948년 5월 | 후임 박정휘 |